# 伊苏
伊苏（法語：Issou，法語發音：[isu]）是法国伊夫林省的一个市镇，属于芒特拉若利区。

## 地理
伊苏（48°59'21"N, 1°47'33"E）面积4.8 平方千米，位于法国法蘭西島大區伊夫林省，该省份为法国北部内陆省份，北起瓦兹河谷省，西接厄尔省，西南接厄尔-卢瓦省，东南接埃松省，东临上塞纳省。
与伊苏接壤的市镇（或旧市镇、城区）包括：加让维尔、吉特朗库尔、塞纳河畔梅济耶尔、波舍维尔。
伊苏的时区为UTC+01:00、UTC+02:00（夏令时）。

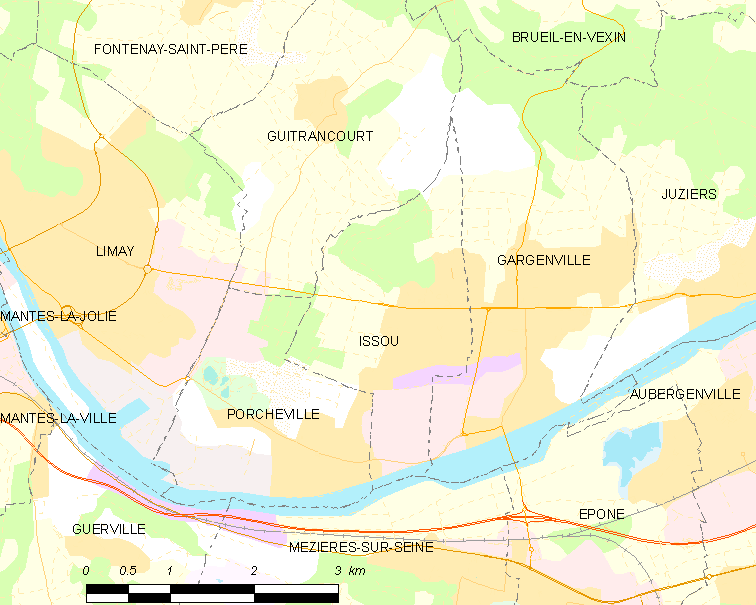
伊苏的OSM定位图

## 行政
伊苏的邮政编码为78440，INSEE市镇编码为78314。

## 政治
伊苏所属的省级选区为利迈县。

## 人口

1962-2008年间伊苏人口变化图示

伊苏于2022年1月1日时的人口数量为3858人。